# Michael Rangel
Michael Jhon Ander Rangel Valencia (* 8. März 1991 in Bucaramanga) ist ein kolumbianischer Fußballspieler.

## Karriere

### Verein
Die Anfänge von Rangels Karriere sind unbelegt. Als erste belegte Station spielte er 2010 in der Nachwuchsabteilung Atlético Juniors in Barranquilla. 2011 startete er bei Real Santander. Ab 2012 folgten kurze Arbeitsverhältnisse für die Vereine Atlético FC und Alianza Petrolera.
2013 wurde er von Atlético Nacional verpflichtet und stand hier zwar bis 2016 unter Vertrag, wurde aber während dieser Zeit an die Vereine Envigado FC, Independiente Santa Fe und Millonarios FC ausgeliehen.
2016 kehrte er zu Atlético Junior zurück und spielte hier bis zum Sommer 2017. In der Sommertransferperiode 2017 wurde Rangel mit Kaufoption in die türkische Süper Lig an Kasımpaşa Istanbul ausgeliehen.
Im Januar 2018 wechselte Rangel auf Leihbasis in seine Heimatstadt Bucaramanga zum Erstligisten Atlético Bucaramanga.
In der Apertura 2019 spielte Rangel wieder bei Junior in Barranquilla. Mit Junior konnte er die Superliga de Colombia und die kolumbianische Meisterschaft der Apertura gewinnen. Zur Rückserie 2019 wechselte Rangel zu América de Cali. Mit América wurde Rangel in der Finalización 2019 kolumbianischer Meister, wobei Rangel mit 13 Toren auch Torschützenkönig wurde.

### Nationalmannschaft
Im Januar 2017 debütierte Rangel für die kolumbianische Nationalmannschaft.

## Erfolge
- Meister Categoría Primera A: 2014-II, 2019-I, 2019-II
- Meister Categoría Primera B: 2012
- Gewinner der Superliga de Colombia: 2019

## Auszeichnungen
- Torschützenkönig der Categoría Primera A (1): 2019-II (13 Tore)
- Torschützenkönig der Copa Colombia (1): 2018 (3 Tore)